# Вишневский (Краснодарский край)
Вишневский — упразднённый хутор в Гулькевичском районе Краснодарского края России. На момент упразднения входил в состав Новоукраинского сельского округа. В 2002 году хутор исключен из учётных данных.

## География
Располагался у озера Земан, примерно в 2 км (по прямой) к востоку от окраины села Новоукраинское.

## История
Постановлением заксобрания Краснодарского края от 24.04.2002 года № 1474-П хутор Вишневский исключен из учётных данных.

## Население
По данным на 1999 год посёлок состоял из 1 хозяйства, в нём проживало 5 человек.